# ウクライナの国境

ウクライナの地図。太線がウクライナの国境。

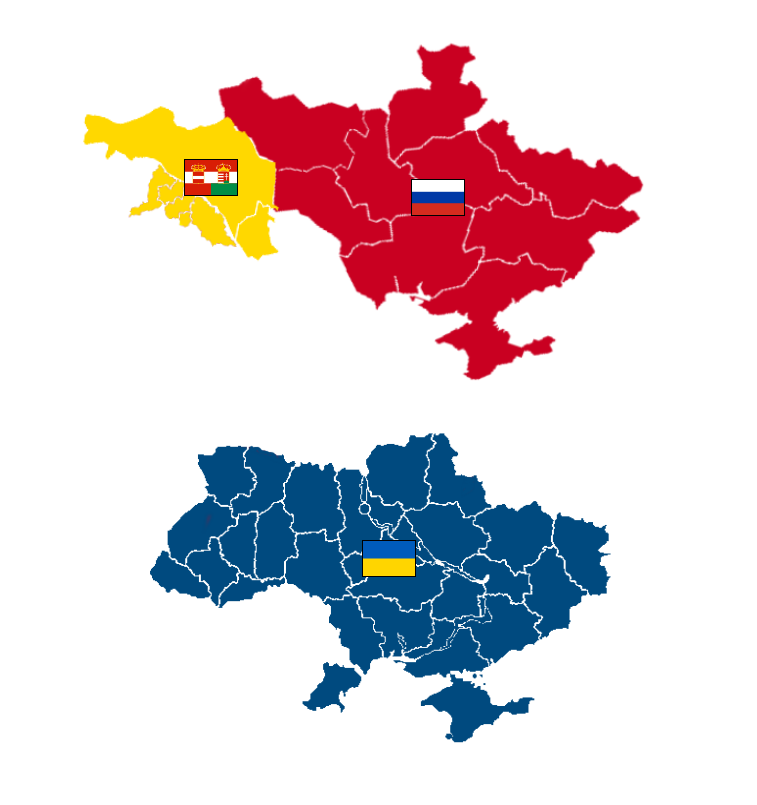
現在のウクライナの国境と、かつてのロシア帝国およびオーストリア・ハンガリー帝国の国境との比較。

ウクライナの国境に設置されている道路標識

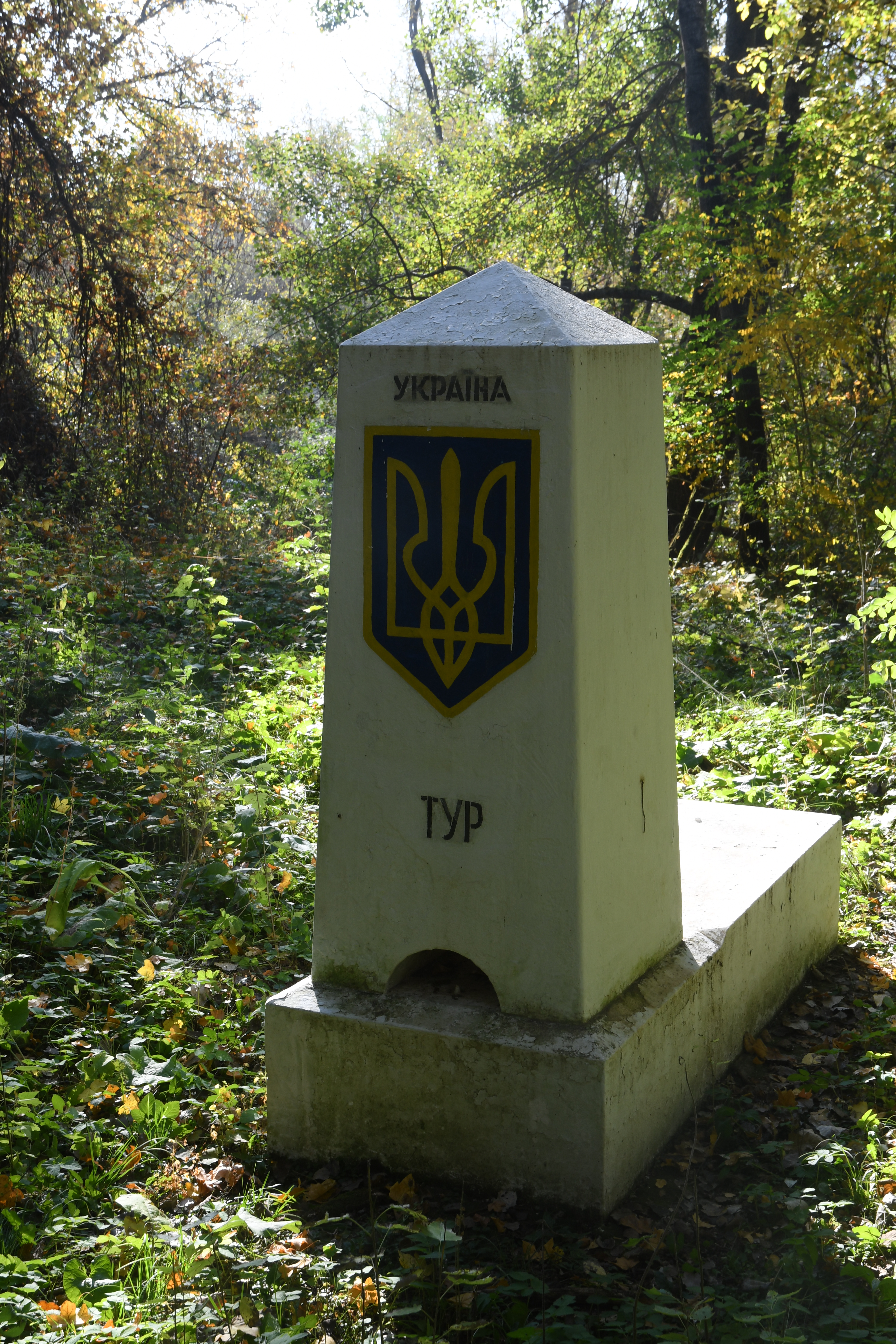
トゥール川内にあるハンガリー、ルーマニアとの三国国境の側に設置された記念碑

ウクライナの国境（ウクライナのこっきょう、ウクライナ語: Державний кордон України, Derzhavnyi Kordon Ukrayiny、ウクライナ国家境界）は、ウクライナと他国との国境である。「ウクライナの国境に関する法律」第1条には、国境は、ウクライナの陸地、水域、空域の領土の境界を定義する線とその線に沿って伸びる垂直面であると規定されている。
ウクライナの国境の警備は、陸地部分はウクライナ国家国境庁、水上と空中はウクライナ軍が行っている。ウクライナの国境は、「ウクライナの法的継承に関する法律」（1991年9月12日）と「ウクライナの国家国境に関する法律」（1991年11月4日）によって正式に制定された。

## 概要

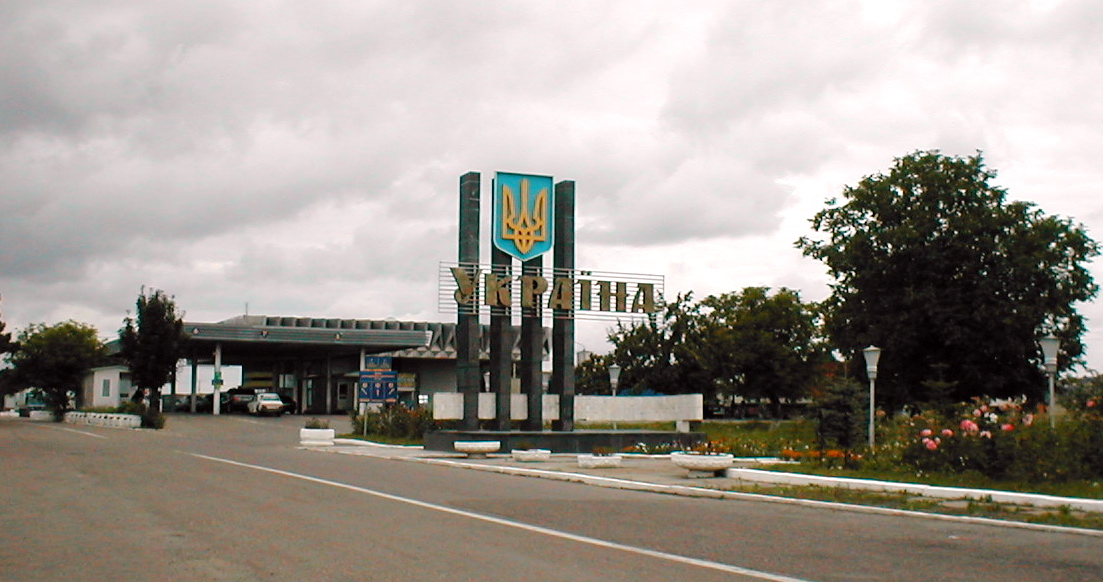
シレトのルーマニアとの国境通過点

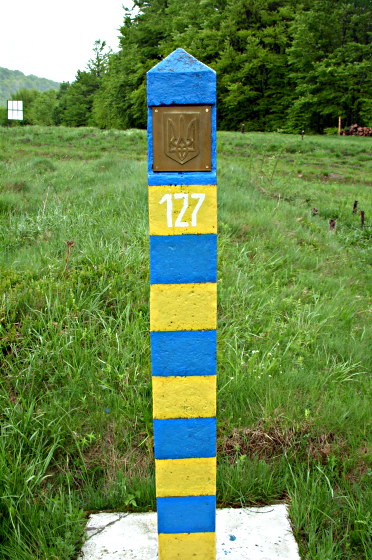
ウクライナの一般的な境界標

ウクライナは、ポーランド、スロバキア、ハンガリー、ルーマニア、モルドバ、ロシア、ベラルーシの7か国と国境を接している。国境の延長は6992.98キロメートルである。ただし、旧ソビエト連邦の構成共和国であるロシア、ベラルーシ、モルドバとの国境画定は完了していない。それ以外の国との国境は、ソビエト連邦時代の国境がそのまま使われている。
1998年にロシアとの国境画定作業が開始されたが、アゾフ海とケルチ海峡の境界画定をめぐる海洋境界論争で作業は停滞している。2004年に締結された「アゾフ海及びケルチ海峡の利用の協力に関するロシア連邦とウクライナの間の条約」では、海上境界については言及されておらず、その後の交渉に委ねることとしている。
1994年にロシア、アメリカ合衆国、イギリスが署名したブダペスト覚書では、ウクライナ等旧ソ連3か国の既存の国境を尊重することを約束している。
ウクライナは、ロシアの黒海艦隊の母港が置かれているセヴァストポリ軍港を2017年までロシアに租借する協定を結んでいた。2010年のハリコフ合意により、この期限は2042年まで伸ばされた。この協定はロシア・ウクライナガス紛争の解決のために結ばれたものだった。
ウクライナの排他的経済水域(EEZ)の面積は72,658平方キロメートルである。

## 個別の国境
ウクライナの陸上国境の延長は5637.98キロメートルである。ウクライナに飛び地はない。
2018年1月1日、ウクライナは入国するロシア人に対して生体認証を導入した。同年3月22日、ウクライナのペトロ・ポロシェンコ大統領は、ロシア国民と「移住リスクのある国から来たウクライナ市民権のない個人」に対し、ウクライナへの渡航理由を事前にウクライナ当局に届け出ることを義務付ける政令に署名した。2022年7月1日以降、ロシア国民はウクライナに入国する際にビザを取得する必要がある。
| 相手国     | 相手国     | 延長                                                              |
| ---------- | ---------- | ----------------------------------------------------------------- |
| ベラルーシ | ベラルーシ | 975.2 km（うち325.9 kmが河川）                                    |
| ロシア     | ロシア     | 2063 km（うち陸上1974.04 km、海上321 km）                         |
| モルドバ   | モルドバ   | 1222 km（うち267 kmが河川）（沿ドニエストル共和国との国境452 km） |
| 欧州連合   | ポーランド | 542.39 km（うち187.3 kmが河川）                                   |
| 欧州連合   | スロバキア | 97.85 km（うち2.3 kmが河川）                                      |
| 欧州連合   | ハンガリー | 136.7 km（うち85.1 kmが河川）                                     |
| 欧州連合   | ルーマニア | 613.8 km（うち292.2 kmが河川、33 kmが海上（黒海））               |

国境とは別に、ウクライナ国内にはチェルノブイリ立入禁止区域があり、その周囲には立ち入りを規制するための検問所（ディティツキなど）が設けられている。

## 海上境界

黒海の排他的経済水域の境界

ウクライナの南側は海に面しており、ルーマニアとロシアとの国境が海岸線に接している。領海内の境界は、陸上国境と海岸線が接する箇所からの延長線として設定される。
ウクライナとルーマニアの海上境界は、黒海の海上に33キロメートルあり、その先はウクライナの領海とルーマニアの経済水域の境界になっている。ウクライナの領海にはズミイヌイ島がある。
ウクライナとロシアの海上境界は、アゾフ海北岸の陸上国境の端に始まり、アゾフ海に249.5キロメートル、ケルチ海峡に49キロメートル、黒海に22.5キロメートル設定されている。その先は両国のEEZの境界となっている。ケルチ海峡の中央部にあるトゥーズラ島はウクライナ領である。
黒海の中央部では、トルコとEEZを接している。

## 主な領有権問題

### 対ロシア

#### クリミア半島
2014年のロシアによるクリミア侵攻以来、クリミア半島はロシアが実効支配している。
ウクライナと国際社会の大多数の国は、クリミアをウクライナの自治共和国、セヴァストポリをウクライナの特別市とみなしている。ロシアは2014年3月にクリミアの併合を宣言し、クリミアをロシアの構成共和国、セヴァストポリをロシアの連邦市とみなしている。1991年以来、ロシアはセヴァストポリ海軍基地の租借を受けており、ハリコフ合意により租借期限は2042年まで延長されていたが、ロシア国家院（下院）は2014年3月31日、租借契約の一方的な破棄を全会一致で決定した。

#### ウクライナ南部・東部
2022年のロシアのウクライナ侵攻が本格化して以来、ロシア軍はウクライナの南部と東部の広大な領土を占領している。同年9月にロシア占領下の4つの州でロシアへの「編入」の賛否を問う住民投票が行われ、9月30日、ロシアのプーチン大統領は、これらの州のロシアへの併合を公式に宣言した。ウクライナと国際社会の大多数の国は、この宣言を認めていない。

### 対ルーマニア

#### ズミイヌイ島（解決済み）

ルーマニア（赤）・ウクライナ（青）が主張した海洋境界線とICJにより画定された海洋境界線（紫）。"Serpents' Island"とあるのがズミイヌイ島。

ウクライナが独立した当時から、ルーマニアはズミイヌイ島（ウクライナ名:ズミーイヌィー島、ルーマニア名: シェルピロール島、別名:スネーク島、サーパント島）とその周辺の領海、および排他的経済水域(EEZ)に対するウクライナによる主張に異議を唱えてきた。
当初、ルーマニアはズミイヌイ島をウクライナの領土とは認めなかった。その後、ズミイヌイ島のウクライナの領有に関する主張は取り下げたが、その代わりに、これはEEZを設定できない「岩」であると主張するようになった。この島の周辺水域は、ドナウ川河口周辺の水域の支配の上で重要だった。
国際司法裁判所(ICJ)の裁定により、ズミーイヌィー島のウクライナによる領有は認められたが、これに基づくウクライナのEEZは制限されている。